# Jesús de la Pasión
Nuestro Padre Jesús de la Pasión es una escultura de madera policromada, fechada hacia 1610-1615, obra de Juan Martínez Montañés (Alcalá la Real, Jaén, 1568 - Sevilla, 18 de junio de 1649) que representa a Jesús con la cruz a cuestas. Fue encargada por la Hermandad de Pasión de Sevilla para representar la Quinta Estación del Viacrucis -"Simón el Cirineo ayuda a Jesús a llevar la cruz"- en su estación de penitencia en la Semana Santa.  

20 Terminada la burla, le quitaron la púrpura y le pusieron su ropa. Y lo sacan para crucificarlo. 21 Pasaba uno que volvía del campo, Simón de Cirene, el padre de Alejandro y de Rufo; y lo obligan a llevar la cruz.
Marcos 15:20-21

Es una de las más grandes obras maestras de la escultura española de todos los tiempos. Es muy conocida y repetida la cita de Antonio Despuig y Dameto (1745-1813); afirmó al contemplarlo y orar devotamente ante él lo siguiente: 

"Le noto un defecto…”; a lo que concluyó rotundo: “…le falta respirar."
Antonio Despuig

## Autoría

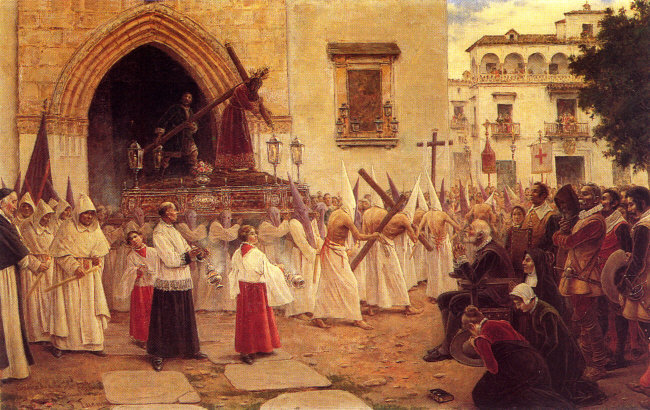
Martínez Montañés contemplando la salida procesional del Señor de Pasión. Joaquín Turina y Areal. (1890). Óleo sobre lienzo. Hermandad de Pasión. Sevilla

La autoría de la imagen está atribuida indubitablemente a Juan Martínez Montañés por su claro estilo montañesino y por los testimonios que nos han llegado. El más conocido y antiguo es el del mercedario Fray Juan Guerrero, hacia 1615, monje del convento Casa Grande de la Merced, sede de la Hermandad en aquella época:

“La imagen del Santo Cristo de Pasión es admiración el ser en un madero esculpido obra tan semejante al natural; no encarezco ni podré lo prodigioso de esta hechura porque cualquier encarecimiento será sin duda muy corto; sólo baste decir es obra de aquel insigne maestro Juan Martínez Montañés, asombro de los siglos presentes y admiración de los por venir”.
Fray Juan Guerrero

Esta atribución ha sido mantenida por la crítica desde que Acisclo Antonio Palomino (1655-1726), en 1725, vinculase la imagen al maestro alcalaíno -en su comentario se inspiró en 1890 Joaquín Turina y Areal (1847/1903) para su famoso lienzo conservado por la propia Hermandad de Pasión. 

Siempre que salía esta cofradía, el maestro escultor acompañado de sus amigos se presentaba al encuentro de la efigie, admirando haberla ejecutado tan expresiva y devota.
Acisclo

La obra se fecha en uno de los periodos más fructíferos de Montañés, entre 1610 y 1615. Se sabe que en 1619 ya estaba labrado, ya que, en enero de ese año, Blas Hernández Bello contrató un crucificado para el pueblo sevillano de Los Palacios, cuya corona de espinas había de ser “de la materia y hechura de la que tiene el Christo Nazareno de la Cofradía de Pasión dentro de la Merced”.

## Descripción

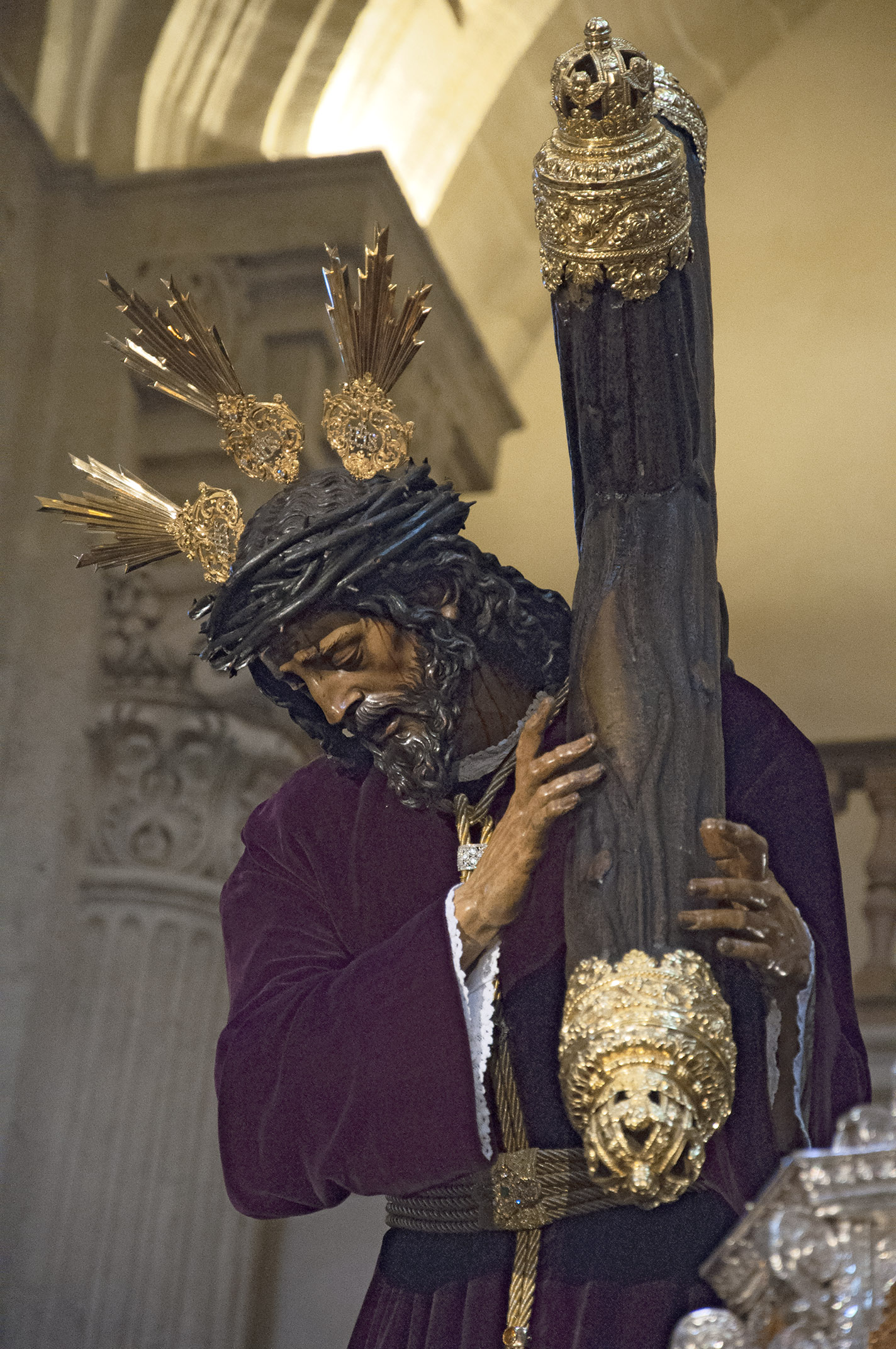
Rostro y manos de Jesús de la Pasión

Nuestro Padre Jesús de la Pasión es una talla completa en madera para vestir con los hombros y codos articulados para sujetar los brazos a la cruz. Presenta desbastados los brazos y el torso, mientras cabeza, antebrazos, manos, piernas y pies se encuentran perfectamente anatomizados.  
Representa con realismo a un Cristo manso, bello y dulce que sufre llevando en sus espaldas el peso de nuestros pecados. Su rostro gira a la derecha y su mirada se dirige al suelo. La boca entreabierta deja asomar los dientes. Los cabellos labrados, como en tantas obras de Montañés, con raya en medio y pequeños rizos; al igual que en la barba, corta y bífida. Sus manos fuertes y delicadas sujetan la cruz que se coloca sobre su hombro izquierdo. Carga todo el peso sobre la pierna izquierda flexionada, mientras que el pie derecho semilevantado se apoya escasamente sobre la peana rocosa "arrancando a caminar" -extraordinario alarde técnico del escultor que logra alcanzar el equilibrio de la escultura a pesar de lo arriesgado de su postura.  
La policromía original es atribuida a Francisco Pacheco, quien colaboraba habitualmente con él en aquella época.

Morfológica y estilísticamente se pueden vincular con esta obra las imágenes de San José ejecutadas por Martínez Montañés en los relieves de las Teofanías del retablo mayor del monasterio de San Isidoro del Campo. Santiponce. Sevilla. (1609-1613). También han de mencionarse imágenes procesionales de Nazarenos creadas por discípulos y seguidores de Montañés, siguiendo todas ellas el modelo iconográfico del Cristo de Pasión, con lógicas variantes estilísticas. Podemos mencionar como principales ejemplos el Jesús del Gran Poder, obra de Juan de Mesa (1620) o el Nazareno de la Divina Misericordia, de Felipe de Ribas (1640).
IAPH

## El Cirineo

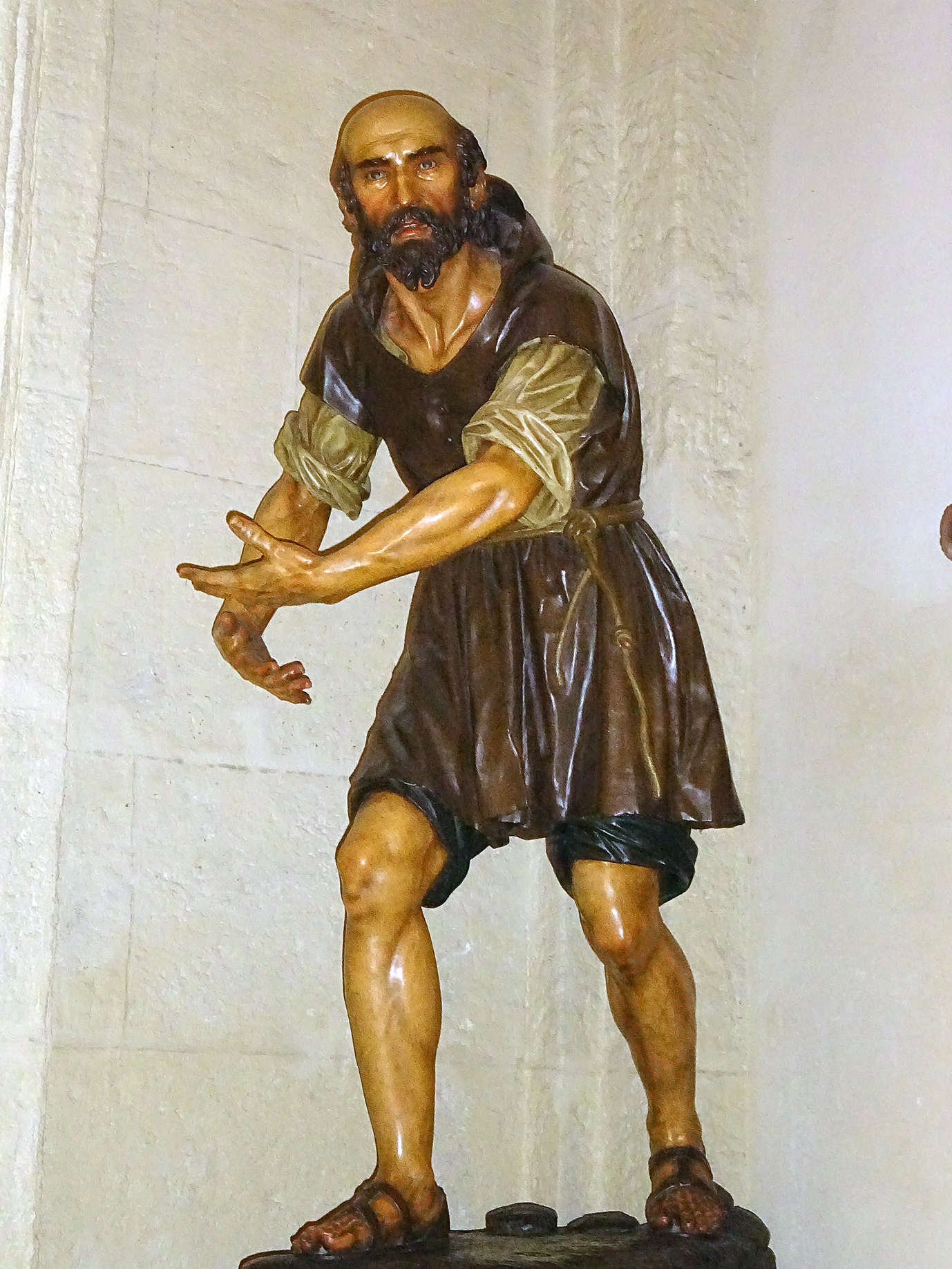
Cirineo de Pasión de Sebastián Santos

La imagen de Nuestro Padre Jesús de la Pasión la creó Montañés para ser acompañada por una escultura de Simón de Cirene. Desde época muy temprana se conocen testimonios que dan fe de que al Señor de Pasión lo acompañaba un cirineo. El más temprano es el del Abad Alonso Sánchez Gordillo, que entre 1632-34, describía el paso del Señor en estos términos: 

Y en lo último de ella Nuestro Señor en andas sobre los hombros de los cofrades y hermanos de la Cofradía con la Santa Cruz sobre sus hombros y Simón Cirineo que lo ayuda. Son ambas figuras muy proporcionadas a lo que representan y mueven mucho a la devoción…”.
Abad Alonso Sánchez Gordillo

El eminente catedrático José Hernández Díaz opinaba lo siguiente:

Jesús de la Pasión es una imagen encorvada, destinada, a mi modesto juicio, a la colaboración del Cirineo, razón por la cual el patibulum bascula suavemente en ligera diagonal dispuesto para ser sostenido por alguien que lo auxilia...

...Juan Martínez Montañés debió representar la escena con dos figuras.
José Hernández Díaz

No tenemos conocimiento de cómo sería el primer cirineo que acompañó a la imagen de Nuestro Padre Jesús de la Pasión -probablemente esculpido por el propio Montañés-. El más antiguo del que tenemos noticias se incorporó a la Hermandad en 1844: en esa fecha, Pasión adquirió la cabeza y las manos de un San Isidoro procedente de la Antigua Casa Profesa de los Jesuitas (la iglesia de la Anunciación); por la postura de su cabeza, se lo llamó popularmente el "Mirabalcones”. Se vendió en 1951 a la Cofradía de Nuestro Padre Jesús Nazareno de Aguilar de la Frontera (Córdoba). En 1950, José Rodríguez Fernández Andes presentó a la Hermandad una interesante cabeza, procedente de los agustinos de Córdoba, atribuida a Juan de Mesa, para la que el propio Andes realizó el candelero, encargándose de su policromía  Juan Miguel Sánchez. Del resto del cuerpo se encargó Luis Ortega Bru. Se lo sustituyó en 1970 por la espléndida escultura de talla completa del cirineo labrada por Sebastián Santos, considerada una de las mejores obras de la imaginería sevillana del siglo XX. "Con argumentos poco convincentes, fue suprimida del paso procesional en 1974".

En 1974 se omitió la efigie del Cirineo. De esta forma, se rompió la armonía del conjunto y se alteró la voluntad histórica.
Juan Miguel González Gómez - Catedrático de Historia del Arte de la Universidad de Sevilla

## Túnicas

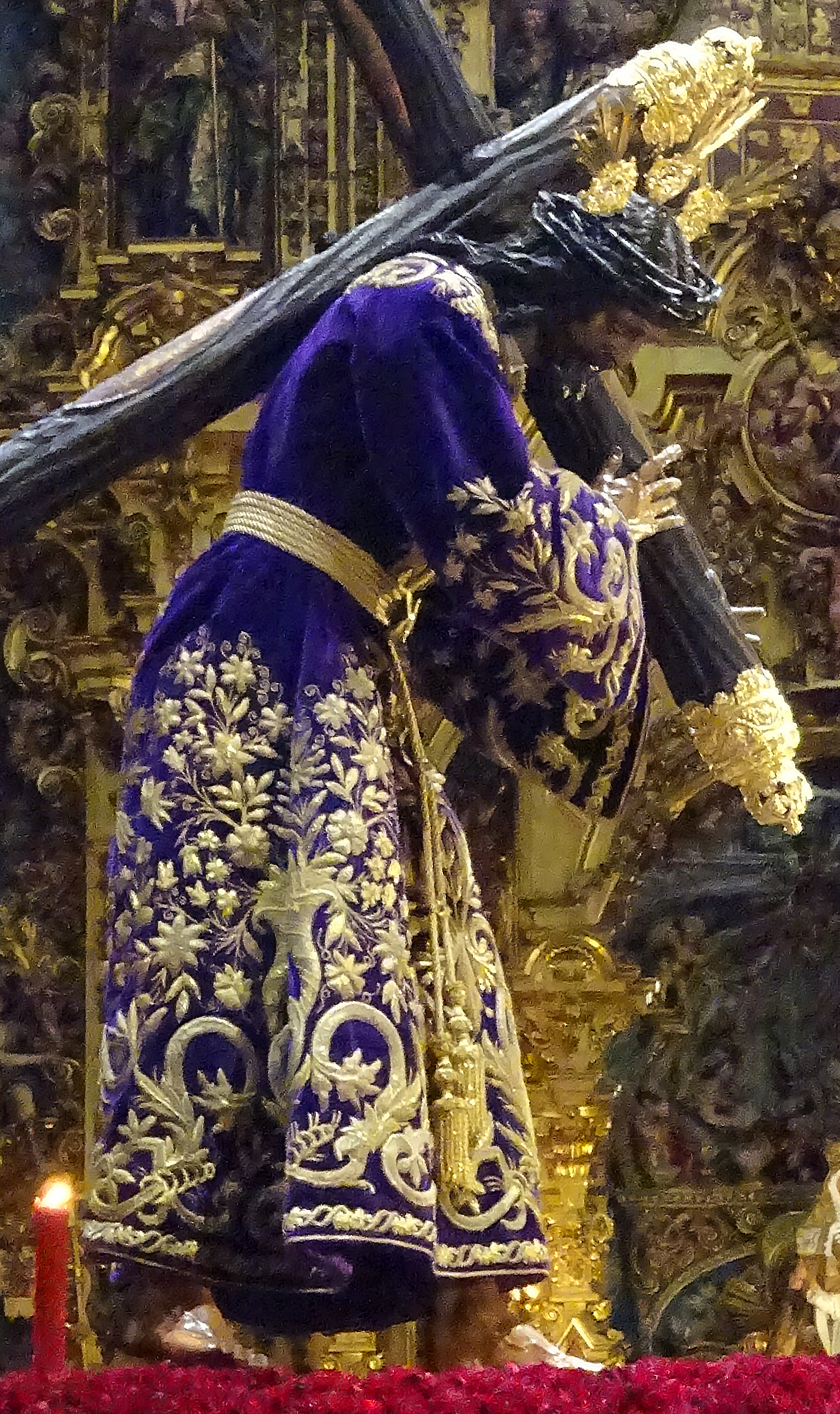
Nuestro Padre Jesús de la Pasión con la túnica de los Cuernos de la Abundancia (1845)

Jesús de la Pasión, como imagen pensada para vestir, posee un excelente ajuar de túnicas. La más antigua que se conserva es la de los Cuernos de la Abundancia, obra de 1845 del bordador Manuel María Ariza.
La de las Hojas de Acanto la confeccionó Patrocinio López en 1869.
El origen de la túnica lisa de Nuestro Padre Jesús de la Pasión, que luego se hizo norma en la Semana Santa sevillana, fue idea del pintor Gonzalo Bilbao y de Francisco de Casso. Esta primera túnica lisa, bordada por Dolores Colom, es la que se conoce como túnica de las Rosas. Así lo cuenta Domingo de Casso:

Una muestra, entre las muchas de su amor, es esa primera túnica lisa cortada, cosida y bordada por ella (Dolores Colom). Fue idea conjunta del gran pintor Gonzalo Bilbao y de mi padre (Francisco de Casso) el vestir la imagen del Señor de Pasión con túnica lisa de seda pesada para hacer resaltar las líneas de tan portentosa escultura y destacar ese movimiento y vida de la figura majestuosa de ese Señor que anda con vibración vital al recorrer las calles de Sevilla. Años después, la Camarera’ de la Virgen, María lbarra, donó una túnica lisa de terciopelo de Lyon especialmente fabricada y más tarde, la Hermandad hizo otra acertadísima con la cual sale el Señor.
Domingo de Casso